# Легенды Эйзенвальда
Легенды Эйзенвальда — компьютерная ролевая тактическая игра, проект белорусского разработчика Aterdux Entertainment. Ранний доступ к игре был открыт 2 октября 2013 года, полноценный релиз состоялся 2 июля 2015 года. Проект получил поддержку на Kickstarter и Steam Greenlight. После выхода игра получила в основном положительные отзывы в игровой прессе.

## Игровой процесс
Разработчики позиционировали игру как эволюцию и идейное продолжение своей дебютной работы «Времена Раздора», которая вышла в 2004 году, также они обозначали свой новый проект как «симулятор странствующего рыцаря». Рецензенты также указывали на влияние игр «King’s Bounty. Легенда о рыцаре» и серии Heroes of Might and Magic.
Кампания и сюжет игры являются нелинейными. В главной кампании планируется 7 глав, включая пролог. Общий геймплей составляет 30 часов.
| Системные требования    | Системные требования                                                        | Системные требования                                                                 |
| ----------------------- | --------------------------------------------------------------------------- | ------------------------------------------------------------------------------------ |
|                         | Минимальные                                                                 | Рекомендуемые                                                                        |
| Windows XP              |                                                                             |                                                                                      |
| ОС                      | Microsoft Windows XP SP2 (32- или 64-битная)                                | Microsoft Windows XP SP2 (32- или 64-битная)                                         |
| ЦПУ                     | Процессор Intel Pentium 4 1,8 ГГц/AMD Athlon XP 1700+ 1,46 ГГц              | Процессор Intel Core 2 Duo E4400 2,0 ГГц/AMD Athlon 64 X2 Dual Core 4200+ 2,2 ГГц    |
| Объём ОЗУ               | 1.0 ГБ                                                                      | 2.0 ГБ                                                                               |
| Место на диске          | 2 ГБ                                                                        | 2 ГБ                                                                                 |
| Информационный носитель | Steam                                                                       | Steam                                                                                |
| Видеокарта              | видеокарта с минимум 522 МБ видеопамяти; NVIDIA GeForce 210/AMD Radeon X600 | видеокарта с 1 Гбайт видеопамяти, например NVIDIA GeForce GT 340/AMD Radeon X1900 GT |
| Звуковая плата          | DirectX 9.0c-совместимая                                                    | DirectX 9.0c-совместимая                                                             |
| Устройства ввода        | клавиатура, компьютерная мышь                                               | клавиатура, компьютерная мышь                                                        |

Игровой мир не является безжизненным: на игровой карте в реальном времени кроме героя передвигаются и действуют отряды других феодалов и разбойников. Вместе с тем разработчики ограничили самостоятельность ИИ из-за нежелания лишить игрока возможных заданий по причине гибели NPC.
Основным источником дохода и социального статуса является замок, где можно восстановить здоровье и нанять воинов, а также отдохнуть. Также контроль над замками позволяет не тратить деньги на содержание отряда. Рекрутировать солдат можно в деревнях, замках, городах и монастырях, в каждом из которых можно нанять только определённый их вид, а также в тавернах (где доступны наёмники). Кроме воинов в бою могут принять участие сам герой (тип которого игрок может выбрать из трёх вариантов: рыцарь, баронесса и мистик) и его спутники.
Воины в ходе боёв получают опыт и новые уровни, определяемые игроком с помощью выбранного им пути развития. Классы обладают разными навыками и возможностями, и умеют обращаться с определёнными типами оружия и доспехов, которыми игрок может их снабдить по собственному выбору. Помимо этого юниты можно усиливать с помощью амулетов и снадобий. В игре также присутствует магия — христианская и сатанинская.
На боевую систему игры оказала влияние Disciples II. Бои разворачиваются на гексагональном поле из 30 клеток. В отряде героя может быть до 12 человек, которые выстраиваются в три линии: воины, стрелки и вспомогательные юниты. Перемещаться солдаты могут только для атаки, отступления или применения навыка. Урон от атаки зависит от её направления (так, удар в спину гораздо опаснее обычного). Бойцы могут окончательно умереть, если четыре раза получат тяжёлые ранения (лишившись половины здоровья). Во время штурмов замков осаждающие перед самой схваткой теряют часть здоровья.

## Сюжет
Действие игры разворачивается в слегка фэнтезийном южном немецком княжестве Эйзенвальд в округе Тюрингия, во времена высокого средневековья. Сюжет основной кампании посвящён судьбе вернувшегося в родные края юного наследника барона Ланштайна, обнаружившего свой родовой замок захваченным.

## Создание
Создание игры началось в январе 2010 года, в самом начале разработчики рассчитывали закончить игру за 1,5 — 2 года с общей стоимостью в $ 50 000. Всего над проектом работало семь человек из Aterdux Entertainment. Дизайнеры и художники работали на аутсорсе
Для финансирования процесса создания игры разработчики первоначально использовали собственные средства, затем обратились за помощью к своим друзьям и взяли несколько кредитов. Но в марте 2012 года эти средства закончились, и генеральный директор Александр Дергай решил воспользоваться сервисом «Kickstarter», для чего в Мирском замке был снят видеоролик. В итоге на белорусскую команду обратили внимание другие разработчики (среди них — создатели игр Grim Dawn и The Banner Saga, а также Брайан Фарго). За 30 дней кампании (21 апреля — 21 мая 2012 года), разработчики планировали собрать $ 50 000, итоговые сборы составили приблизительно $ 84 000, из которых на руки было получено около $ 75 000. Также проекту оказал поддержку российский сайт danieldefo, собравший более $ 2000.
Бета-тестирование игры началось в ноябре 2012 года. В декабре 2012 года с новым роликом разработчики вышли на Steam Greenlight, который прошли в мае 2013 года.
В конце 2013 года игра вышла с ранним доступом в продажу сервиса Steam, благодаря чему удалось провести закрытый бета-тест и шлифовку контента, а также улучшить интерфейс. Выход игры планировался на сентябрь 2013 года, ранний доступ к игре был открыт 9 октября. В этой стадии для прохождения были доступны два сценария основной кампании (Пролог и Дорога Домой) и бонусный сценарий «Маскарад». Итоговый выход игры состоялся 2 июля 2015 года.
К моменту своего выхода, игра была доступна на английском, немецком, испанском, французском, русском и белорусском языках.

### Дополнения
В 2015 году вышло дополнение Road to Iron Forest («Дорога в железный лес»), включавшее бонусы: аватары, артбук, саундтрек.
1 ноября 2016 года вышло дополнение «Эйзенвальд: Кровь ноября», сюжет которого посвящёный выборам нового герцога.
14 мая 2018 вышло дополнение «Бастард».

## Коммерческие показатели
По финансовым показателям первое место получила Северная Америка, затем Западная Европа, потом — русский регион, в который входят также Беларусь, Украина и другие страны. По числу проданных копий игры тройка лидеров выглядит следующим образом: США, Россия и Германия.

## Приём
Обозреватель журнала «Игромания» Станислав Степанченко дал игре оценку 8 из 10 баллов. Положительно были оценены боевая система, общая атмосфера игры и сюжетные ходы, претензии вызвало техническое оформление игры. Дополнение получило 6.5 баллов.
Сотрудник издания «Навигатор игрового мира» Андрей Алаев дал проекту 7.4. балла из 10 возможных, похвалив сеттинг и атмосферность, искупающие недостатки геймплея.
Журналист сайта «Riot Pixels» Константин ‘Bobik’ Фомин удостоил «Легенды Эйзенвальда» оценки в 85 % из 100, назвал её настоящим подарком любителям RPG «старой школы». Поддержку получили боевая система игры и её живой мир, а также активное использование фольклора.
Сотрудник «IGN» Роуэн Кайзер оценил проект в 7.3. балла из 10. Он положительно отметил музыкальное сопровождение и тактическую систему боёв, наряду с этим раскритиковав небольшую глубину сюжета и наличие сложностей во время прохождения отдельных квестов.
Обозреватель «PC Gamer» Энди Чалк указал на отсутствие полноценной свободы в действиях игрока из-за частичной линейности игры. Оценив простой механизм боёв, квесты и игровой мир, в итоге он дал игре 7 баллов.
Рецензент «Gamespot» Бретт Тодд дал игре оценку 7 из 10. Он положительно оценил игровую атмосферу и эстетику, а также сюжет и применение РПГ элементов. Наряду с этим он указал на не всегда чётко формулируемые задания и немногочисленные технические проблемы, а также однотипный боевой процесс).

## Награды
Редакция журнала «Игромания» включила «Легенды Эйзенвальда» в список самых ожидаемых игр 2014 года.
Весной 2015 года на церемонии наград The PAX East 2015 игра победила в номинации «Coolest Strategy Game».